# La Red (cadena de televisión de Uruguay)
La Red es una cadena de televisión abierta uruguaya con sede en la capital del país, compuesto por 14 emisoras de televisión abierta con cobertura departamental encargadas de retransmitir programación seleccionada de los tres canales privados de señal abierta de Montevideo: Canal 4, Canal 10 y Teledoce hacia el resto del país, combinándola con producciones propias y de canales y productoras independientes.
La cadena inició sus emisiones oficialmente el 25 de agosto de 1981, una fecha patria y feriado inamovible para el Uruguay. Su creación fue pensada originalmente por el gobierno de facto que mandataba al país oriental desde la década de los '70, bautizándola como la Cadena privada de televisión, ya que la dictadura también estaba manejando la posibilidad de tener una cadena pública de televisión por fuera del Canal 5, que en aquel entonces era propiedad del SODRE. En sus primeros años era conocida como Red Televisión Color, debido a que la emisora abrió sus transmisiones de la mano de la llegada de la televisión en colores al país. En el año 2001 pasó a ser Red Uruguaya de Televisión, un nombre que, luego de haber sobrevivido a varios cambios de logo y de eslogan, fue cambiado en 2018 por La Red, y así se le denomina al canal actualmente.

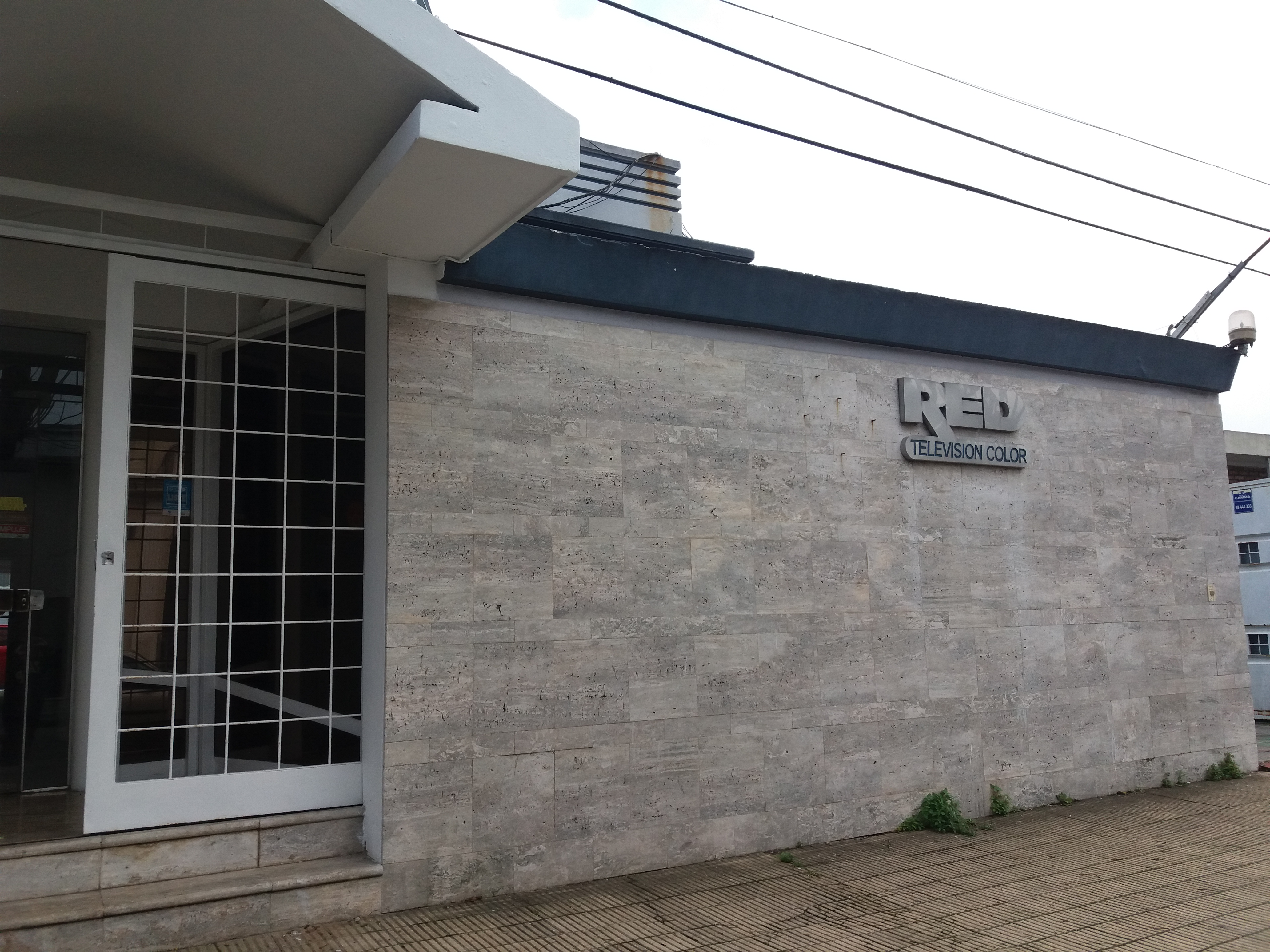
Fachada del edificio donde se encuentran los estudios y administración de La Red, ubicado en Montevideo.

## Historia

### Creación de la cadena privada de televisión
A partir del año 1963 y hasta la década de 1970, se otorgaron concesiones de licencias para la explotación de emisoras de televisión abierta en el interior del país, período en el que fueron característicos los cambios de titulares de las mismas, y los propietarios de los canales privados de la ciudad de Montevideo fueron incorporando a su ámbito de explotación varios canales del interior.
En la resolución del gobierno nacional n°1.659 se establecía la formación por parte del sector privado de la televisión montevideana de una empresa que emita una señal de televisión hacia el interior del país, mencionando que la inclusión a la futura cadena de las emisoras del interior no era obligatoria, pero que se recomendaba para las emisoras de zonas fronterizas. La señal de la futura cadena privada iba a ser transmitida a través de una unidad de microondas proporcionada por Antel. Equipos como estos ya estaban siendo instalados un año antes por la empresa.
La Red Uruguaya de Televisión inició sus transmisiones el 25 de agosto de 1981, debido a una iniciativa presentada por el gobierno dictatorial de ese entonces a los tres grandes grupos mediáticos uruguayos en julio de 1980. Primeramente fue conocida como Cadena privada de televisión, antes de tomar imagen institucional propia. La fecha tiene una connotación patriótica, dado que el 25 de agosto se celebra la Declaratoria de la Independencia en Uruguay. Se trata de una empresa de propiedad conjunta, cuyos dueños son los empresarios detrás de dos de los tres canales privados de Montevideo (canales 4 y 12), junto al empresario Bernardo Juanicó. Ambos canales tienen un representante en el directorio de la empresa. Desde sus inicios, La Red estuvo siempre ubicada en su sede original, ubicada en el barrio montevideano de Reducto.
Días antes del 25 de agosto de 1981, la fecha indicada, se anunció el nacimiento de La Red en algunos de los diarios de circulación nacional, como por ejemplo, El País. La publicidad colocada en las publicaciones periódicas mencionaba textualmente lo siguiente:

ESTE 25 DE AGOSTO OTRO HECHO HISTÓRICO AFIRMARÁ LA UNIÓN DE TODOS LOS URUGUAYOS.

Transmitir esta emoción no es fácil. Llevar todas las emociones a la mayoría de los hogares uruguayos a la misma hora y de la misma manera, es más difícil pero también más hermoso. Eso puede hacerlo la televisión. Eso hará todos los días la RED TELEVISIÓN COLOR. Desde el 25 de Agosto, a través de la RED, 13 canales que cubren gran parte de nuestro territorio transmitirán todos los días, de 6 de la tarde a 12 de la noche, una programación excepcional a todo color. Confeccionada con lo mejor de los canales privados de Montevideo.
RED TELEVISIÓN COLOR llegará a la mayor audiencia del país, con una imagen que salvará las distancias conservando su óptima calidad gracias al moderno sistema de microondas de ANTEL.
RED TELEVISIÓN COLOR. Lo mejor de cada uno en una empresa para todos. La señal de un nuevo tiempo.

Canal 7 de Rocha - Canal 8 de Salto - Canal 12 de Melo - Canal 13 de Minas - Canal 3 de Paysandú - Canal 3 de Colonia - Canal 7 de Tacuarembó - Canal 3 de Artigas - Canal 10 de Bella Unión - Canal 12 de Fray Bentos - Canal 11 de Treinta y Tres - Canal 10 de Rivera - Canal 8 de Rosario.

Hasta ese entonces, la televisión no llegaba a todos los rincones del país, por lo que los habitantes de esas zonas debían optar por la sintonización de cadenas radiales. En un principio, La Red elegía los programas de los tres canales privados de Montevideo con mayor enfoque hacia la población del interior y los retransmitía en las estaciones afiliadas a la cadena, mediante el equipo de microondas que era brindado por Antel. Un ejemplo de esa selección era la Red Informativa, compuesta por contenidos de los noticiarios de las 3 estaciones privadas montevideanas. La producción tenía tiempo para hacer una selección de las noticias antes de transmitirlas. De este modo, el interior recibía el mejor informativo del país.
Originalmente, La Red iniciaba sus transmisiones a las 18 horas, adelantándose media hora los sábados y domingos. Entre 1997 y mediados de la década del 2010 el canal abrió emisiones a las 10:00, y hasta 2019 el inicio de transmisiones se hacía a las 9:30 de la mañana de lunes a viernes, y a las 8:30 los sábados y domingos.

### Décadas de 1980, 1990 y 2000
El 1° de junio de 1982, el por entonces directorio de la empresa estatal Antel le otorgó a La Red la adjudicación directa de 2 frecuencias VHF mediante la resolución 1038/982; una era el canal 9 de la ciudad de Paso de los Toros, en el departamento de Tacuarembó, y la otra, el canal 11, perteneciente la ciudad de Durazno, esto mediante una precaria licencia, motivada por el inminente comienzo de la Copa Mundial de Fútbol de España 82'. En octubre del mismo año, le fue aceptada al canal una prórroga de la licencia brindada para operar los servicios de televisión en las ciudades anteriormente mencionadas. En 2012, al cumplirse 30 años de la situación anteriormente mencionada, el Ministerio de industria, energía y minería uruguayo trató de regularizar esta situación, realizando un llamado para los interesados en estas dos estaciones de televisión. Dicha licitación fue derogada 8 años después, en 2019, si bien existían interesados en el usufructo de dichas estaciones de televisión.
A inicios del mes de junio de 1985, la cadena estrenó el programa de producción propia Red Agropecuaria. Este contaba con tres secciones de entrevistas e información, y la colaboración del instituto Plan Agropecuario y la Dirección Nacional de Meteorología. El segmento iba todos los sábados a las 18:30 horas.
En 1999 se creó la señal secundaria de la cadena, llamada Red Televisión Color 2. Su emisión era exclusiva del sistema de TV cable para zonas rurales TDH y la programación se basaba en eventos deportivos nacionales e internacionales.
En 2002, el canal tuvo dos importantes hitos: comenzó a transmitir su señal vía satélite los 365 días del año, lo que le permitió mejorar la calidad de imagen de la misma y lograr ampliar su cobertura hacia países aledaños; y la contratación por parte de Red Informativa de los servicios de la empresa AccuWeather para la provisión de pronósticos extendidos e informes agrometeorológicos exclusivamente para el interior del país y una síntesis informativa internacional, provista por la cadena de noticias CNN International.
A partir de la edición del año 2008, la cadena se suma de manera anual al maratónico programa solidario Todos por los niños organizado por la filial uruguaya de UNICEF. Actualmente, el evento también es transmitido por Canal 4, Canal 5, Canal 10 y TV Ciudad.

### Década de 2010 y situación actual
En el mes de abril del año 2015, el canal se ve obligado a comenzar con una reducción de costos debido a la grave situación económica que estaba atravesando por el recorte de la publicidad por parte de empresas públicas y privadas. Algunas medidas tomadas por el directorio de la cadena fueron el despido, entre otros cargos jerárquicos, de su gerente general en aquel entonces, John Moore, y de algunos periodistas como Nicolás Núñez o Lorena Bomio, quienes luego pasarían a formar parte de canales de la capital. Como La Red funciona gracias a un sistema de repetidoras, estas también podían salir perjudicadas en caso de que la cadena cerrase.
En junio de 2016, y en medio de una crisis económica provocada por la mala gestión, que redujo el personal del canal en un 40% y que provocó la suspensión de algunos programas por parte del sindicato, la cadena fue vendida al técnico televisivo y empresario Bernardo Juanicó, quien trató de estabilizar la situación de la emisora. Mientras se concretaba la compra, Juanicó había asumido la dirección del canal. Entre los bienes adquiridos se encontraban el estudio y planta transmisora de La Red, y la cesión gratuita, por tres años, de toda la programación de los canales privados capitalinos para armar la grilla de programación de la emisora. Exactamente al mismo tiempo, Canal 10 se desprendió de sus acciones en el canal, aunque se siguieron emitiendo sus producciones. El 8 de noviembre de 2016 falleció Darío Medina, su locutor institucional.
Desde el año 2017, La Red comparte sus estudios y equipamiento técnico con el canal de televisión por cable A+V. Previamente, A+V había tenido su sede de operaciones en dos puntos diferentes de Montevideo. En 2018, se colocó una antena parabólica sobre la azotea de La Red, permitiendo recibir y transmitir señales de televisión, lo que facilita la recepción de La Red y A+V en todo el territorio nacional.
En el mes de junio del año 2018, y conforme a la situación tecnológica de hoy, La Red pasa a emitir en calidad HD, incluyendo una renovación de su logo y paquete gráfico, y el regreso del histórico comentarista Gerardo Zucotti a la emisora para relatar los partidos de Uruguay en el Mundial de Rusia 2018, adquiriendo los derechos de transmisión televisiva de ese mundial.
A principios del año 2019, La Red deja de emitir los programas e informes del noticiero Subrayado de Canal 10, si bien posteriormente volvió a darle lugar a algunos contenidos del canal negociados con terceros, y comienza a transmitir sin interrupciones durante las 24 horas del día. Desde agosto de ese mismo año, la cadena emite en transmisión conjunta con AUF TV la Copa Nacional de Clubes organizada por la OFI.
En octubre de 2019, y a tan sólo unos días de las elecciones presidenciales en Uruguay, La Red vuelve a habilitar su página web, después de más de 4 años de estar inactiva. Además, el canal empieza a emitir los programas Red Informativa, Al fondo de La Red y Café Versátil a través de su cuenta en la red social YouTube.
En el mes de abril de 2020 se estrenó el programa Red en casa, motivado por la situación de pandemia mundial por el Covid19.
A finales de noviembre de 2023, se anunciaba que el canal daba de baja su programación propia de forma "temporal" emitiendo únicamente programas de los canales 4/12 y producciones independientes.

## Programación
El origen de los programas transmitidos por La Red, según el análisis de la programación del 10 al 16 de septiembre de 1984, es el siguiente: 
- 11,67% de programas locales (de Rivera);[nota 1]
- 17,78% de programas nacionales (de Montevideo);
- y 70,55% de programas extranjeros.

Entonces, y con estos números, los programas producidos en el Uruguay no sumaban el 40% de producción nacional exigido por la Resolución 1.659/980, artículo 5°, del Poder Ejecutivo, que autorizó la creación de La Red. En dicha resolución se acordaba que:

La Cadena Privada de Televisión brindará servicio por lo menos tres horas diarias.

DINARP calificará el horario preferencial y su duración, teniendo en cuenta los estudios de audiencia y de actividad nacional.
El servicio a las emisoras de frontera será cubierto en el 40% de las tres horas del horario preferencial por producciones nacionales. Este porcentaje se ponderará mensualmente.

A efectos de dicho porcentaje se podrá computar las horas posteriores al horario preferencial, siempre que los programas comiencen dentro de dicho horario.
Boletín oficial de Presidencia de la República, 14 de agosto de 1980.

Inicialmente, la programación de La Red iniciaba a las 18hs. e iba hasta poco después de la medianoche, dejándole a sus repetidoras un amplio espacio programático para transmitir contenidos e información locales. Actualmente, la grilla programática de la cadena alterna entre programación nacional y extranjera. 
La primera estructura de la programación de La Red fue anunciada en distintos diarios de circulación nacional de la siguiente manera:

Ahora usted podrá ver a Minguito y al gordo, Batman, Buck Rogers, Venancio y Victorino, Soldán, Bredeston y Cacho Bochinche o un noticiero de primera...sin cambiar de canal. Simplemente encienda el aparato y sintonice la Red Televisión Color a través de cualquiera de los 13 canales que la integran. Después, siéntese a disfrutar los programas de la Red. Una selección de los mejores para que usted no tenga que levantarse de su asiento ni una sola vez.

Dicha grilla combinaba, como se dijo anteriormente, programas nacionales de los tres canales de televisión privados de Montevideo, junto con un noticiero de producción propia, especiales variados y espontáneos en horarios laterales y centrales, y un espacio de una hora de lunes a viernes y domingos para las repetidoras de la cadena pudieran emitir su informativo de producción regional.

## Red Informativa

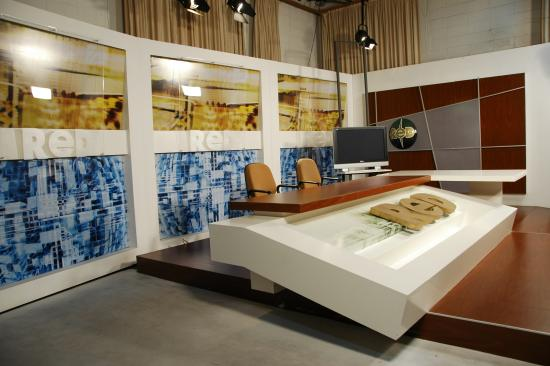
Estudio de Red Informativa en 2010.

Red Informativa era el nombre del servicio informativo de La Red. 
Su tarea fue recopilar los informes de los noticieros de Canal 4, Canal 10 y Teledoce, seleccionando los de mayor interés para el interior, y agregando reportes departamentales de las distintas emisoras afiliadas a la cadena, todo en un compacto de 30 minutos, al cual se le suman algunas secciones generadas por la producción del informativo. El horario de sus distintas ediciones no ha variado prácticamente desde 1981, y el noticiero únicamente se levantaba a causa de medidas gremiales tomadas por el sindicato de los empleados de la cadena ADERT (Asociación de Empleados de Red Televisión), como ocurrió en 2016, cuando el canal se encontraba en una situación financiera crítica.
En abril de 2009, se incorporó al noticiero el reconocido periodista Daniel Nogueira, para conducir la edición central y un ciclo especial de entrevistas de 15 minutos durante la misma. En 2012, el informativo introdujo una sección interactiva a través de la lectura de comentarios posteados por televidentes en las redes sociales del canal. A partir de 2017, las tres ediciones semanales de Red Informativa se emiten en vivo en la página de Facebook de la emisora, y desde octubre de 2019 también en el canal de YouTube de La Red.
Su última emisión en vivo fue el 30 de noviembre de 2023.Su lugar fue ocupado por la repetición de la edición central de Telemundo 12.

## Propietarios
- Grupo Monte Carlo (1981-presente)
- Grupo Disco (2012-presente)
- Grupo Juanicó (2016-presente)
- Grupo Fontaina - De Feo (1981-2016)
- Grupo Cardozo - Scheck (1981-2012)

## Imagen corporativa

### Logotipos
La Red ha tenido hasta el día de hoy 8 logotipos. De los 8 anteriormente mencionados, 2 de ellos corresponden a la etapa de Red Televisión Color, 5 a la etapa de Red Uruguaya de Televisión, y el restante es correspondiente a la etapa de La Red. Varios de ellos coinciden en un elemento gráfico: las famosas «cadenitas» que identificaron al canal por más de 25 años. Este elemento hizo su regreso en junio del año 2018, tras una renovación gráfica del canal.

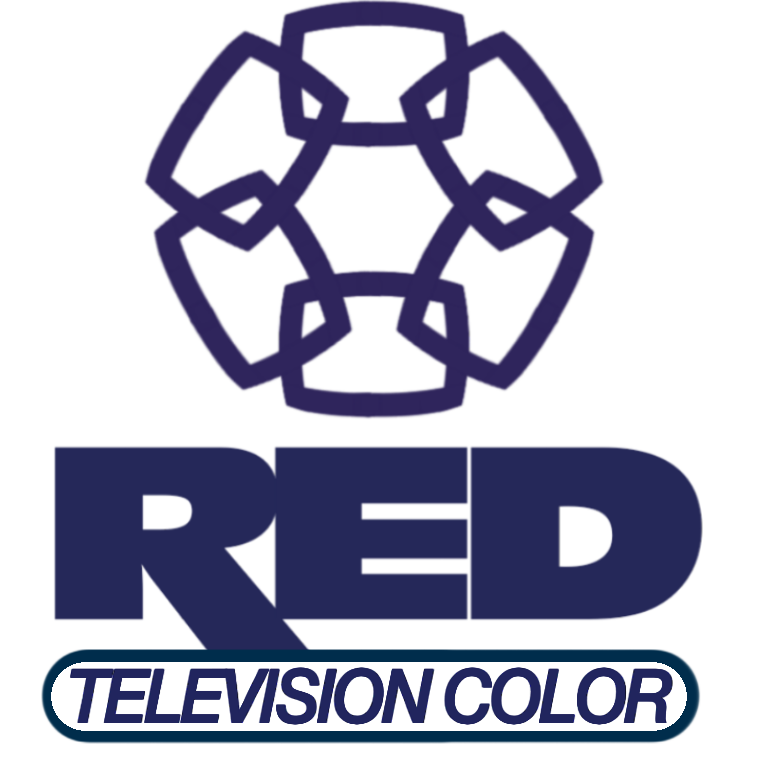
1981-1995
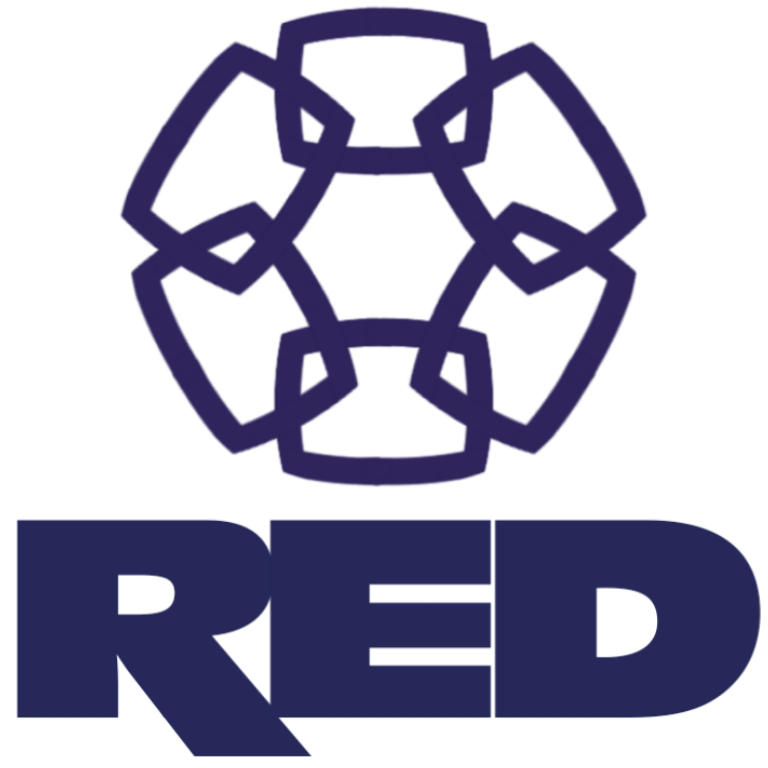
1995-2000
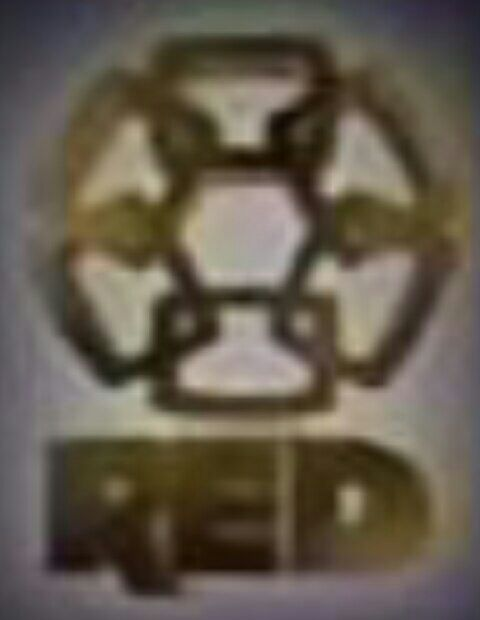
2000-2006
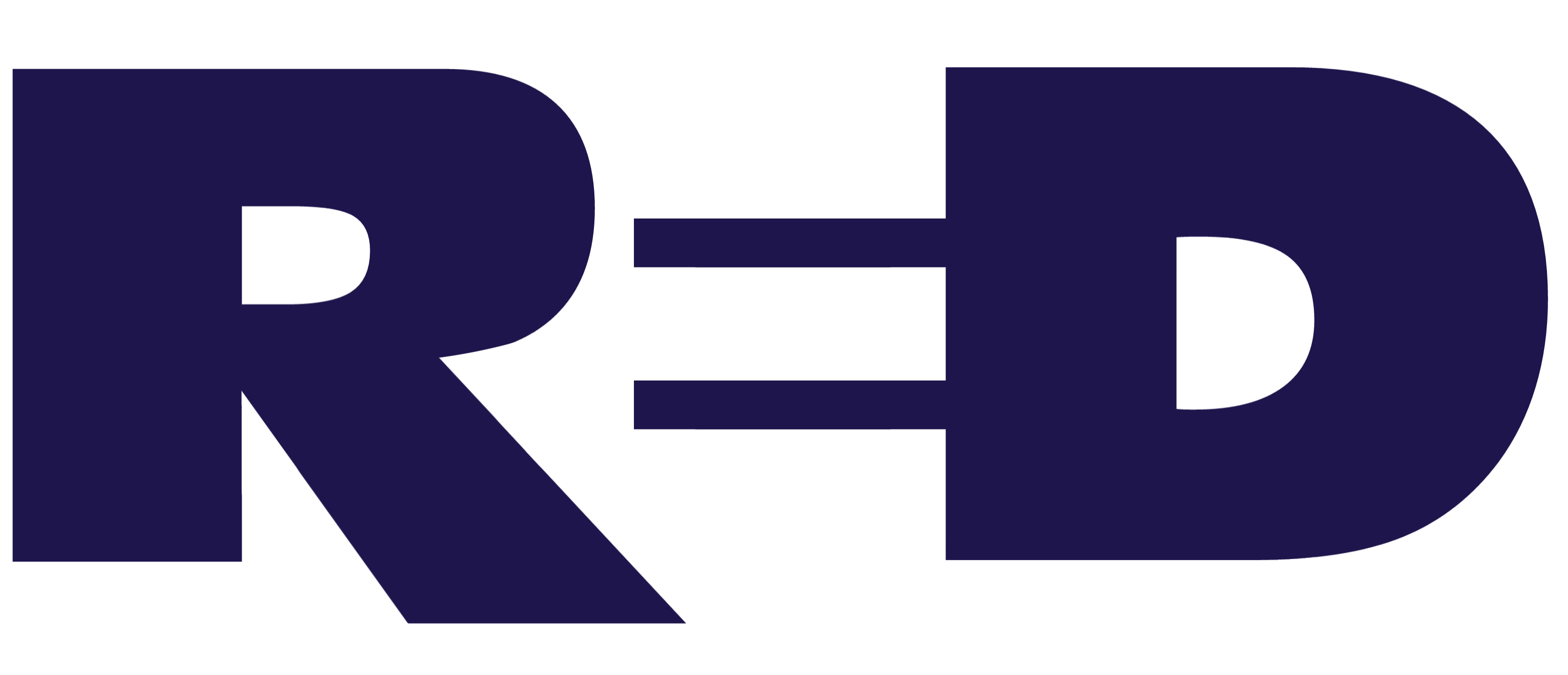
2015-2016
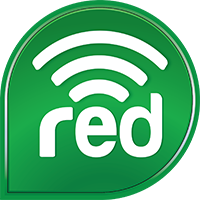
2016-2018
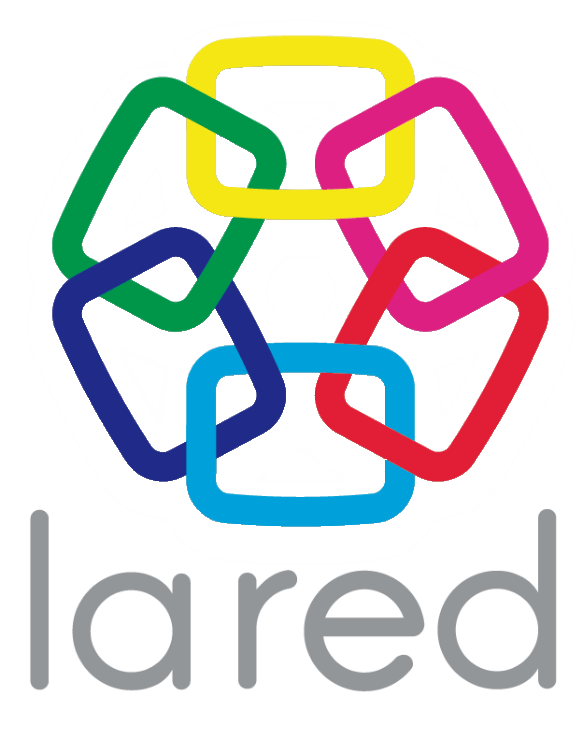
Desde 2018

### Eslóganes
- 1984-2001: Otra forma de ver lo nuestro
- 2001-2006: Presente en todo un país
- 2002: Con la audiencia más grande del país
- 2006-2015: Lo que te gusta ver
- 2015-2016: La televisión del interior[nota 2]
- 2016-2018: El Uruguay en Red. Lo más visto de lo más visto
- Desde 2018: Tenés que ver

### Locutores
| Período       | Locutor          |
| ------------- | ---------------- |
| 1995-2016     | Darío Medina (†) |
| 2016-presente | Pablo Acuña      |

## Señal en alta definición

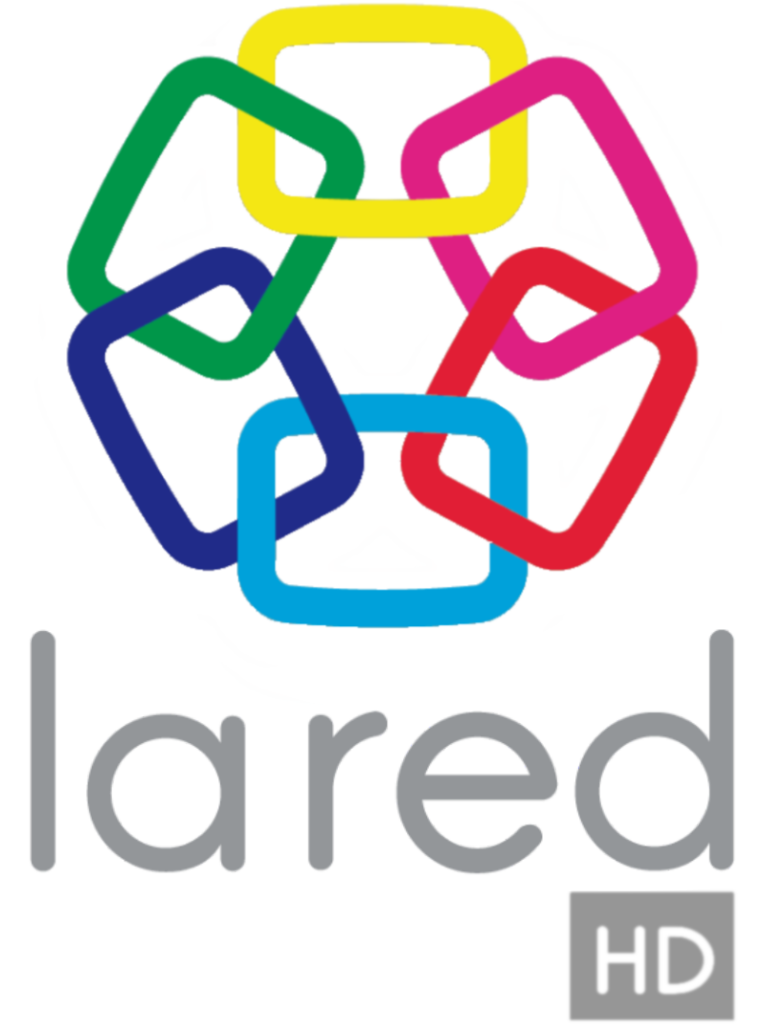
Logotipo usado.

La Red HD es la señal en alta definición de La Red, que existe desde junio de 2018 cuando fue lanzada con motivo de la emisión por parte de la cadena del mundial de fútbol de Rusia.
Dicho feed es el que reciben hoy en día tanto los cableoperadores del interior que cuenten con la cadena en su grilla como las estaciones afiliadas a La Red, los cuales pueden reescalarlo a calidad SDTV dependiendo de su condición técnica.

## Repetidoras

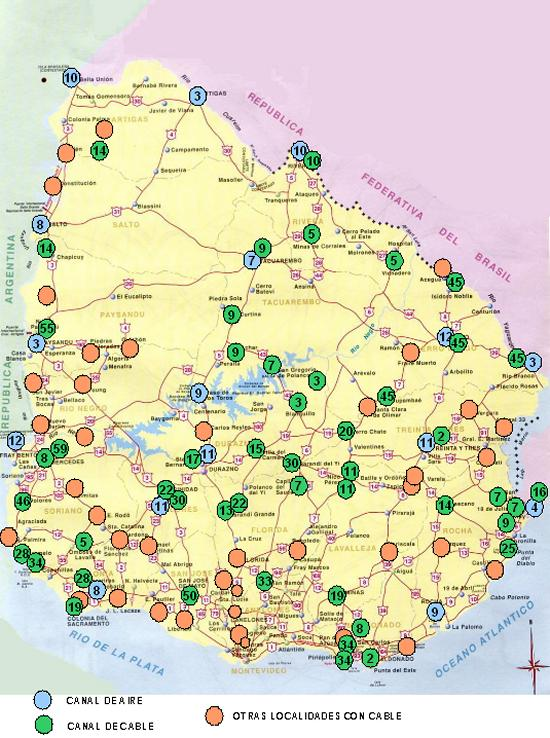
Mapa de cobertura de La Red, correspondiente al año 2011.

Uno de los principales pilares de La Red fue y es, valga la redundancia, su red de repetidoras, integrada por. Las mismas cubren gran parte del interior del territorio nacional mediante aire, más de 90 cableoperadores, antenas comunitarias, televisión directa al hogar, y, desde hace algunos años, la plataforma de televisión en línea Vera TV de la empresa estatal Antel. Con todas estas plataformas de emisión, la cadena llega a cubrir, según datos propios, más del 50 % del territorio nacional.
Por razones de competencia, La Red no está presente en algunos departamentos: Montevideo, Canelones, Soriano, Maldonado, San José y Florida, ya que en esas áreas existe una emisora propiedad de alguno de los 3 canales privados capitalinos o que emite de forma parcial o total su grilla de programación. Además de cubrir gran parte de Uruguay, la cadena de repetidoras cubre fragmentos de países fronterizos, principalmente algunos estados de Brasil. Además, La Red ha incursionado en la modalidad de tener emisoras televisivas de su propiedad, sin embargo, los permisos otorgados para esto último siempre han sido precarios. En 2012, de las 17 repetidoras que la cadena tenía, 7 eran controladas directamente por la emisora, mientras que las restantes 10, si bien no eran de propiedad del canal, este último controlaba la mayor parte de la programación de las mismas.
Las emisoras afiliadas a la cadena también deben seguir un modelo de parrilla programática que es instaurado desde Montevideo. La programación en su totalidad es provista por la señal madre, que en este caso es La Red, excepto una hora diaria reservada para producciones y/o noticieros locales. La programación introducida de facto incluye programación nacional de los tres canales privados de Montevideo, producción extranjera, emitida también por estos últimos, y varias producciones independientes y propias. Entre ellas está Red Informativa que va al mediodía y en el horario central. A cambio de todo esto, las repetidoras deben ceder 2 de las 4 tandas que se emiten en una hora, a razón de una por vez. Las tandas nacionales se caracterizan por incluir como avisadores a importantes empresas, tanto nacionales como internacionales, mientras que las tandas locales se ven obligadas a incluir únicamente avisos de negocios y empresas de la zona de cobertura. Durante la edición central de Red Informativa, La Red se reserva todas los cortes comerciales para vender espacios publicitarios y quedarse con las ganancias de dichas pautas. De esta manera, la cadena recibe un 80 % de la facturación por las publicidades, y las emisoras afiliadas se quedan con el 20 % restante. El modelo, que sigue siendo usado en la actualidad, es muy perjudicial para con la programación local, debido a que es muy inflexible y las afiliadas se ven prácticamente imposibilitadas de aumentar su producción propia, por lo que varios canales se han desafiliado de La Red.

### Actuales

#### Parciales
| Repetidoras parciales | Repetidoras parciales | Repetidoras parciales   | Repetidoras parciales                                |
| --------------------- | --------------------- | ----------------------- | ---------------------------------------------------- |
| Indicativo/s de señal | Frecuencia            | Nombre fantasía         | Área de cobertura                                    |
| CXB3/CXB2701          | 3                     | Artigas TV              | Artigas                                              |
| CXB9                  | 9                     | TeleRocha               | Rocha                                                |
| CXB22/CXB4571         | 4                     | Chuy Color              | Chuy                                                 |
| CXB24                 | 12                    | Río Uruguay Televisión  | Río Negro                                            |
| CXB26/CXB4019         | 12                    | Melo TV                 | Cerro Largo                                          |
| CXB28/CXB2148         | 21                    |                         | Lavalleja                                            |
| CXB32                 | 3                     | TVRío                   | Paysandú                                             |
| CXB33                 | 11                    |                         | Treinta y Tres                                       |
| CXB35                 | 10                    | TeveDiez                | Rivera                                               |
| CXB38/CXB2878         | 8                     | Televisora Salto Grande | Salto                                                |
| CXB39                 | 7                     | Zorrilla de San Martín  | Tacuarembó y Minas de Corrales (mediante repetidora) |
| CXB42                 | 10                    | Telediez                | Bella Unión                                          |
| CXB51/CXB2434         | 7                     | Durazno TV              | Durazno                                              |
| CXB3820               | 38.1                  | RBTV                    | Río Branco                                           |

#### Íntegras
| Repetidoras íntegras | Repetidoras íntegras | Repetidoras íntegras | Frecuencia | Área de cobertura |
| 9                    | Paso de los Toros    |                      |            |                   |
| 11                   | Durazno              |                      |            |                   |

### Anteriores

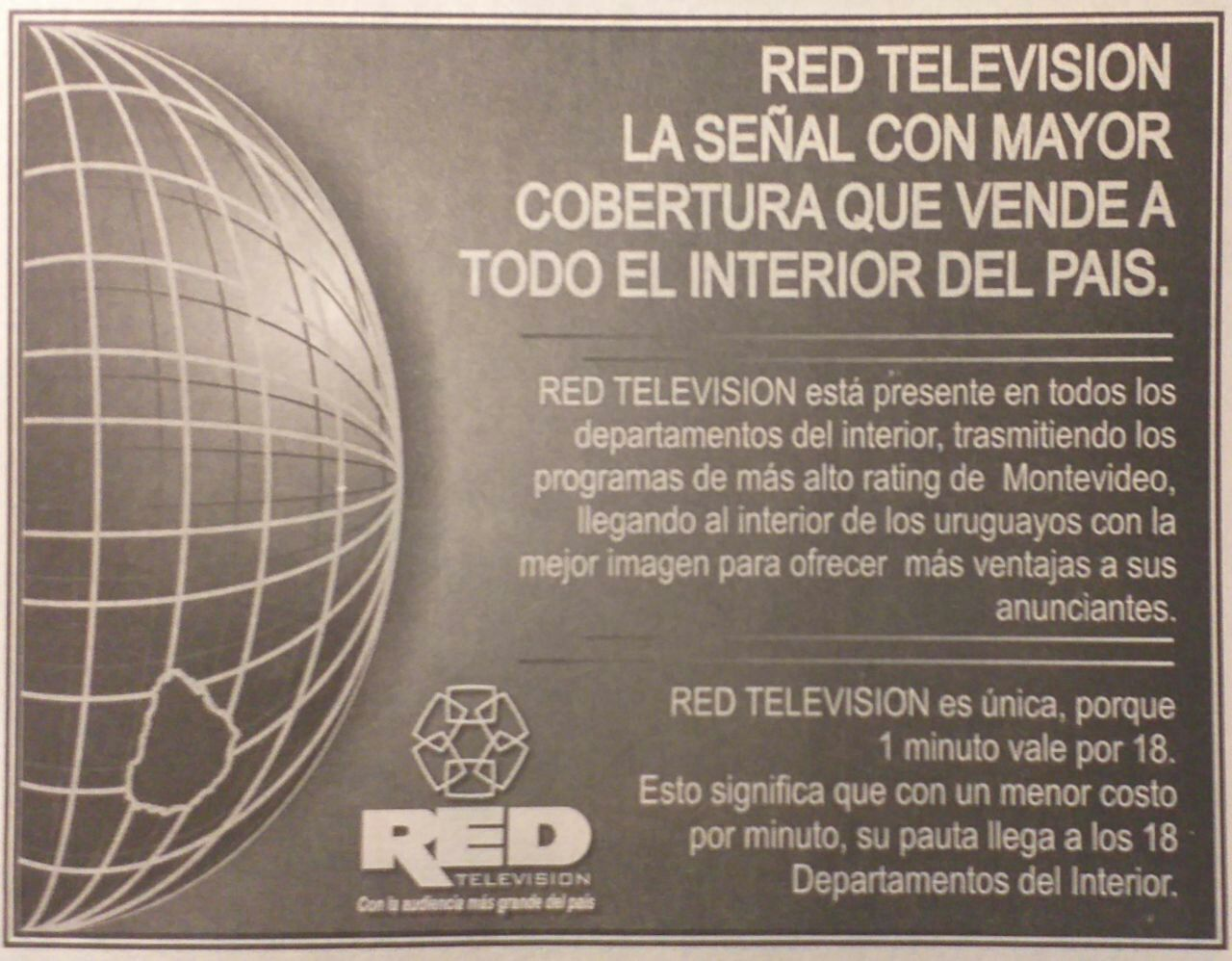
De esta manera, La Red incitaba a los anunciantes a pautar en el canal en julio de 2003.

#### Parciales
| Repetidoras parciales anteriores | Repetidoras parciales anteriores | Repetidoras parciales anteriores | Repetidoras parciales anteriores |
| -------------------------------- | -------------------------------- | -------------------------------- | -------------------------------- |
| Indicativo/s de señal            | Frecuencia                       | Nombre fantasía                  | Área de cobertura                |
| CXB23/CXB282                     | 3                                |                                  | Colonia                          |
| CXB53                            | 3                                | Río Branco TV                    | Río Branco                       |

#### Íntegras
| Frecuencia | Área de cobertura  |
| 11         | Trinidad           |
| 12         | Dolores y Mercedes |
| 8          | Rosario            |